# Ofensiva de Córdoba
Se conoce como ofensiva o batalla de Córdoba al conjunto de operaciones militares que tuvieron lugar en torno a la capital cordobesa entre el 19 y el 22 de agosto de 1936. Esta ofensiva del Bando republicano estaba enmarcada dentro del marco de las operaciones que se desarrollaron durante los primeros meses de la guerra civil española. Ha sido frecuentemente ignorada por la historiografía. De haber triunfado, habría cortado las comunicaciones con Granada (evitando el posterior cerco de Málaga) y habría supuesto una seria amenaza contra Sevilla. 
El fracaso de la ofensiva republicana constituyó un buen ejemplo de lo inútil que resultaba la táctica de la "guerra de columnas" a la hora de realizar operaciones contra un enemigo que estuviera organizado, aun siendo menor en número.

## Antecedentes

### La Sublevación militar y las primeras semanas
Comenzada la rebelión del 18 de julio de 1936, en Córdoba estaba previsto que el golpe de Estado se desarrollara por la tarde: desde el Cuartel de Artillería y por orden del coronel Ciriaco Cascajo (que a su vez se encuentra bajo las órdenes del general Queipo de Llano, desde Sevilla) se declara el bando de guerra y saca a las tropas a la calle con cañones incluidos. La Guardia Civil, acantonada en sus cuarteles, titubeó en si se unirían a la sublevación o no, pero finalmente Cascajo les forzó a unirse mediante un golpe de mano interno. En las calles de la capital, Guardias de Asalto, acompañados por el alcalde socialista Manuel Sánchez-Badajoz, y algunos militantes socialistas, sindicalistas o ciudadanos de a pie, intentaron defender el centro y los puntos estratégicos de la ciudad. Sin embargo, su escaso número (que además se ve superado por el ejército y los guardias civiles) les convence de atrincherarse en el Gobierno Civil.
Una vez en el Gobierno Civil las autoridades consiguen defenderse durante algunas horas frente al tiroteo que hace la guardia civil con fusilería, pero la resistencia durará poco porque horas después se reorganiza el ejército y el batallón de artillería consigue colocar algunos cañones frente al edificio resistente, haciendo fuego sobre él. Tras unas horas, la resistencia se desmorona y el edificio se rinde. A medianoche, el coronel Cascajo logra controlar de facto la ciudad de Córdoba y nombra nuevas autoridades afines a la rebelión. Además de la capital, muchas localidades a lo largo de la provincia también habían caído en poder de los sublevados. Tras hacerse con el control de la ciudad, Cascajo y el oficial de la Guardia Civil Bruno Ibáñez ("Don Bruno") emprendieron una sangrienta represión contra la población civil, en la cual solo durante la primera semana llegarían ser ejecutadas 2.000 personas.

### LaColumna Miaja
Durante los días posteriores al golpe a lo largo de la provincia tuvieron lugar combates esporádicos entre ambos bandos. A finales de julio la defensa republicana sufre un importante cambio con la llegada a la provincia de una columna de milicias y soldados regulares bajo el mando del General Miaja. Esta columna llega a Montoro procedente el día 28, siendo su primer objetivo la rendición de Córdoba, que el propio Miaja negocia por teléfono con el coronel Cascajo, mientras se suceden los bombardeos sobre la capital.
En conjunto, la columna de Miaja está compuesta por 3.000 hombres repartidos en 9 agrupaciones de las que tres se establecen como guarnición en distintas localidades y una queda de reserva. Las fuerzas de la columna estaban compuestas por algunas fuerzas militares de la III División Orgánica, efectivos de la Base naval de Cartagena, y también por milicias del Levante y Jaén. Finalmente, para el ataque quedan 5 agrupaciones, muy variopintas, que atacarían desde varias direcciones a lo largo del frente:
- Agrupación Armentia: compuesta por 2 compañías de fusiles y una batería ligera, además de milicianos de Peñarroya y los Pedroches. En total, unos 280 hombres al mando de Gerardo Armentia Palacios.

- Agrupación Balibrea: constituida por 2 compañías de fusileros, una sección de ametralladoras y una batería ligera. En total, unos 280 hombres al mando de José Balibrea Vera.

- Agrupación Pérez Salas: compuesta por 1 sección de ametralladoras de Castellón, 2 baterías del "Quinto Ligero de Valencia", 1 batallón de milicianos de Alcoy, las milicias de Espejo y unos 300 Guardias Civiles. En total, unos 900 hombres al mando del comandante Pérez Salas. En apoyo de esta columna se encuentra la Agrupación Viqueira, al mando de Cándido Viquiera Fullós[4] y compuesta por unos 120 milicianos.

- Agrupación Peris: formada por distintas milicias procedentes de Jaén y al mando del diputado socialista Alejandro Peris. En total unos 750 hombres, escasamente pertrechados.

Carlos García Vallejo estaba al frente de una columna (Agrupación C) que permaneció en El Carpio como reserva estratégica y que debía apoyar el ataque de la columna Balibrea con su fuego de apoyo. Las agrupaciones con más probabilidades de avanzar son las de Armentia y Balibrea (por el norte) y la de Pérez Salas (por el sur), siendo la Pérez Salas la de mayor importancia y fuerza. El ataque de la Armentia se produciría desde la carretera de Cerro Muriano, mientras que la Balibrea debería forzar el paso por el Puente Mocho y atacar por la carretera de Madrid. La Columna Pérez Salas forzaría el paso por Torres Cabrera y entraría por el Puente Romano, en un movimiento de tenaza. Se contaba con que la débil guarnición militar cordobesa se vería superada por las fuerzas republicanas, las cuales atacarían por varios frentes en un ataque en forma de tenaza y con el apoyo de aviación procedente del aeródromo de Andújar, en Jaén.

## Desarrollo de las operaciones
Dada la dificultad en tomar la capital, Miaja en un principio se concentró en los pueblos, comenzando por la zona norte y el Valle de los Pedroches donde recupera Añora (5 de agosto), Adamuz (10), Belalcázar (14), Alcaracejos, Villanueva del Duque, Hinojosa del Duque y Pozoblanco (estas últimas, el día 15), donde aún resistían numerosos derechistas y guardias civiles. Por el contrario, durante la segunda semana de agosto las fuerzas sublevadas reforzaron la guarnición local de la ciudad con 400 regulares norteafricanos. El teniente coronel Varela emprendió una ofensiva desde Sevilla con la misión de enlazar con Granada, que desde el comienzo de la contienda se hallaba aislada del resto de la zona sublevada. Después de haber establecido un pasillo que permitía enlazar ambas ciudades, hacia mediados de agosto Varela estaba preparando sus efectivos para lanzarse sobre Málaga.
La importancia de Córdoba estribaba en ser un nudo de comunicaciones cuya posesión decidiría el destino de Granada y Málaga (en manos republicanas, pero que se encontraba virtualmente aislada desde que Varela enlazó con la guarnición de Granada), y despejaría el camino hacia el Paso de Despeñaperros; Con la caída de Córdoba también se vería gravemente comprometida Sevilla. Además, en aquel momento, la guarnición de la capital cordobesa era muy pequeña y no contaban apenas con apoyo de otras tropas sublevadas.

### Ataque republicano
El 20 de agosto comenzó el largamente esperado ataque sobre la ciudad con las 5 columnas. La resistencia de los sublevados fue más fuerte de lo esperado ya que desde el sur había llegado el teniente coronel José Enrique Varela junto algunos refuerzos de tropas africanas. Varela, en una rápida decisión, reforzó con los africanos la posición de Alcolea. La Agrupación Pérez Salas junto con las agrupaciones Peris y Viqueira forzaron la resistencia en Torres Cabrera y se situaron a solo 8 km del casco urbano de Córdoba, pero la intervención de los Savoia-Marchetti S.M.81 y DC-2 venidos de la Base Aérea de Tablada detuvo su avance en seco. La Agrupación Pérez Salas era la más importante de las 5 agrupaciones, pero los bombardeos de los sublevados causaron importantes bajas entre sus componentes; a pesar de ello, el comandante Pérez Salas no abandonó sus intentos de entrar en Córdoba. A últimas horas del día 20, Miaja dispuso el ataque de las agrupaciones Balibrea y Armentia. Aunque la columna Armentia se situó a 6 km del casco urbano por la carretera de Cerro Muriano, la columna de Balibrea se topó con la resistencia de las tropas marroquíes en puente Mocho.
Para la madrugada del día 21, la agrupación Pérez Salas se encontraba muy mermada por los ataques aéreos, mientras las agrupaciones Balibrea y Armentia se encontraban detenidas sin ninguna posibilidad de avanzar. A primeras horas de la mañana, se produjo un fuerte bombardeo de la ciudad por parte de la aviación gubernamental, aunque para ese momento Miaja ya había ordenado suspender el ataque y volver a sus bases de partida. Hasta el día 22 se mantuvieron los combates, pero el ataque ya se podía dar por finalizado ese mismo día. Entonces Miaja fue rechazado y muchos milicianos de su columna huyeron en desbandada, llegando a emplear sus fusiles contra todos aquellos que intentaban frenar su huida.

## Consecuencias e implicaciones
Al fracasar la ofensiva sobre Córdoba no solo no se tomó la ciudad sino que quedaron en evidencia las deficiencias de las fuerzas republicanas en la zona, situación que sería aprovechada por las tropas sublevadas unas semanas después. Según comentó el historiador militar Rafael Casas de la Vega:

Un bombardeo de la Aviación nacional, en agosto, sobre Torres Cabrera y el ataque de cuatro columnas sublevadas, en septiembre, que ocuparon Espejo, acabaron con las posibilidades de Miaja, que hubo de abandonar sus propósitos, demasiado ambiciosos. Bastó para ello una Bandera del Tercio, dos Tabores de Regulares y una docena de compañías de Falange y del Requeté.

El fracaso de Miaja planteó la cuestión de su lealtad a la República. Algunos historiadores han planteado que Miaja en realidad no avanzó sobre Córdoba porque Cascajo amenazó con tomar represalias con su familia, que estaban presos allí. Para el historiador británico Antony Beevor el ataque fracasó debido principalmente a la incompetencia de Miaja y los oficiales profesionales del Ejército republicano. Muchos de los oficiales de Miaja eran, de hecho, partidarios del bando sublevado; por ejemplo, el ayudante de Miaja durante la batalla estuvo más preocupado de desertar a la zona sublevada, mientras que el capitán Antonio Reparaz el 23 de agosto desertó junto a 200 guardias civiles. En cuanto a la figura de Miaja, se le ha criticado mucho su lentitud al pararse a conquistar pueblos sin importancia al noreste de la ciudad, pues de haber atacado en ese momento la ciudad, es muy posible que no hubiera resistido.
Tras el fracaso republicano, las fuerzas sublevadas comenzaron a avanzar hacia las poblaciones del valle del Guadalquivir y en los alrededores de la capital cordobesa. La represión de los "rebeldes" en aquellas poblaciones que habían sido ocupadas brevemente por los republicanos fue durísima. Por ejemplo, en la localidad de Palma del Río un terrateniente local mandó ejecutar a 300 simpatizantes republicanos; anteriormente, durante el breve período que la población estuvo bajo dominio republicano 42 simpatizantes de los rebeldes fueron ejecutados). Después de la contraofensiva sublevada que se desarrolló a lo largo de septiembre, el frente de Córdoba quedó estabilizado.